# Götz Friedrich
Götz Friedrich (Naumburg, 4 agosto 1930 – Berlino, 12 dicembre 2000) è stato un regista teatrale tedesco.

## Biografia
Dopo gli studi al Deutsches Theaterinstitut di Weimar, fu allievo e tra il 1953 e il 1972 assistente e collaboratore di Walter Felsenstein. Dopo essere stato direttore di produzione e regista principale all'Opera di Amburgo e direttore di produzione alla Royal Opera House, dal 1981 fino alla sua morte fu direttore generale e regista principale del Deutsche Oper Berlin. Parallelamente, fu dal 1984 al 1994 direttore artistico del Theater des Westens.
Fu particolarmente noto per le sue regie wagneriane, in particolare per il ciclo dell'Anello del Nibelungo, portato in scena anche in Giappone e negli Stati Uniti. Il suo stile univa al rigore di Felsenstein un approccio di estraniamento brechtiano e una forte consapevolezza politica; molte sue regie sollevarono aspre controversie, in particolare la sua produzione del Tannhäuser per il Festival di Bayreuth del 1972, in cui veniva rappresentata una Wartburg proto-nazista e che terminava con i cantanti che in abiti moderni salutavano a pugno chiuso.